# Morgan's Point Resort
Morgan's Point Resort es una ciudad ubicada en el condado de Bell en el estado estadounidense de Texas. En el Censo de 2010 tenía una población de 4.170 habitantes y una densidad poblacional de 651,31 personas por km².

## Geografía
Morgan's Point Resort se encuentra ubicada en las coordenadas 31°9′8″N 97°27′32″O / 31.15222, -97.45889. Según la Oficina del Censo de los Estados Unidos, Morgan's Point Resort tiene una superficie total de 6.4 km², de la cual 6.4 km² corresponden a tierra firme y (0%) 0 km² es agua.

## Demografía
Según el censo de 2010, había 4.170 personas residiendo en Morgan's Point Resort. La densidad de población era de 651,31 hab./km². De los 4.170 habitantes, Morgan's Point Resort estaba compuesto por el 92.06% blancos, el 1.53% eran afroamericanos, el 0.55% eran amerindios, el 0.36% eran asiáticos, el 0.24% eran isleños del Pacífico, el 3.19% eran de otras razas y el 2.06% pertenecían a dos o más razas. Del total de la población el 12.04% eran hispanos o latinos de cualquier raza.